# مروارید (مجله)
مروارید مجلهٔ فرهنگی و اجتماعی است که از سال ۱۳۹۰ به‌صورت دوماهنامه منتشر می‌شود. دورهٔ جدید این مجله از شهریور ۱۳۹۵ آغاز به‌کار کرد. گیتا علی‌آبادی، صاحب‌امتیاز و مدیرمسئول، و پژمان موسوی، سردبیر این مجله هستند.

## خط مشی
در شماره اول از دور جدید مجله مروارید که در ۱۷ شهریور ۱۳۹۵ منتشر شد، دربارهٔ خط مشی این مجله چنین نوشته شده است:
«[این مجله] بر آن است که تجربه یک کارِ ویژه درباره موضوعاتی که عموما در غبار جنجال‌های روزمره گم می‌شوند را در کنار مخاطبان بیازماید و کمی به حوزه «روزنامه‌نگاریِ پژوهشی» نزدیک شود؛ همان گمشده‌ای که از اساس در سپهر رسانه‌ای ایران جایی ندارد و جز برخی‌های محدود، کسی سراغ از این مدلِ کارِ جدی مطبوعاتی نمی‌گیرد.»

## گروه دبیران
گروه دبیران این مجله شامل ترانه بنی‌یعقوب، مرجان صائبی، آرش خاموشی و کبوتر ارشدی است و گروهی از نویسندگان مقالات این مجله را تولید می‌کنند.